# Sarah Hegazi
Sarah Hegazi (in arabo سارة حجازي‎?; Il Cairo, 1º ottobre 1989 – Toronto, 14 giugno 2020) è stata un'attivista egiziana per i diritti umani e LGBT. Arrestata, in seguito alla pressione internazionale per il suo rilascio, aveva ottenuto l'asilo politico e viveva in Canada.

## Biografia

### Educazione
Nel 2010, Hegazi si è laureata in Sistemi Informatici presso la Thebas Academy, continuando i suoi studi all'Università Americana del Cairo nel 2016. Attraverso l'apprendimento online, ha successivamente completato studi in "Femminismo e giustizia sociale", "Metodi di Ricerca", "Diversità e inclusione sul posto di lavoro" e " Comprensione della violenza" presso l'Università della California, Santa Cruz, la School of Oriental and African Studies (SOAS), l'Università di Pittsburgh e l'Università Emory.

### Arresto
Il 22 settembre 2017, Sarah Hegazi partecipava ad un concerto della band libanese Mashrou' Leila il cui cantante, Hamed Sinno, è apertamente gay, quando è stata arrestata insieme a un gruppo di altre persone per aver sventolato una bandiera arcobaleno a sostegno dei diritti LGBT. Il suo arresto ha coinciso con la risposta repressiva a tolleranza zero dell'Egitto per porre fine al sostegno pubblico dei diritti LGBT nel paese. Incarcerata, picchiata e violentata da poliziotti e detenuti, è stata rilasciata dopo tre mesi su cauzione e multata per 2.000 lire egiziane (circa 113 dollari). Ottenuto l'asilo politico, in seguito si è trasferita in Canada.

### Visione politica
Su Instagram si descriveva "Super comunista, super gay, super femminista"; sostenitrice del Bread and Freedom Party mentre viveva in Egitto, è stata coinvolta nella Spring Socialist Network una volta arrivata in Canada. Hegazi ha riferito di essere stata licenziata dal lavoro per essersi opposta al regime di Abdel Fattah al-Sisi in Egitto. Nove anni dopo la rivoluzione egiziana del 2011, Hegazi ha scritto che "il vecchio regime proverà qualsiasi cosa, anche sacrificando importanti icone del proprio regime, per rimanere al potere o riprendere il potere" descrivendo il presidente Sisi come "il più opprimente e violento dittatore nella nostra storia moderna" e che "i rivoluzionari credono che la battaglia sia di classe". Hegazi ha anche dichiarato che a seguito della rivoluzione incompleta "la maggior parte di noi è ora nella tomba, in prigione o in esilio".

### Morte
Affetta da disturbo da stress post-traumatico a seguito della tortura subita in carcere in Egitto, si è suicidata il 14 giugno 2020. Era al suo terzo tentativo. È stata sepolta in una bara arcobaleno, dopo un funerale pubblico, nel Dixie Cementery di St. John il 22 giugno 2020.

## Cultura di massa
Una breve lettera scritta in arabo attribuita a Hegazi, è circolata sui social media dopo la sua morte. Nella lettera si diceva: 

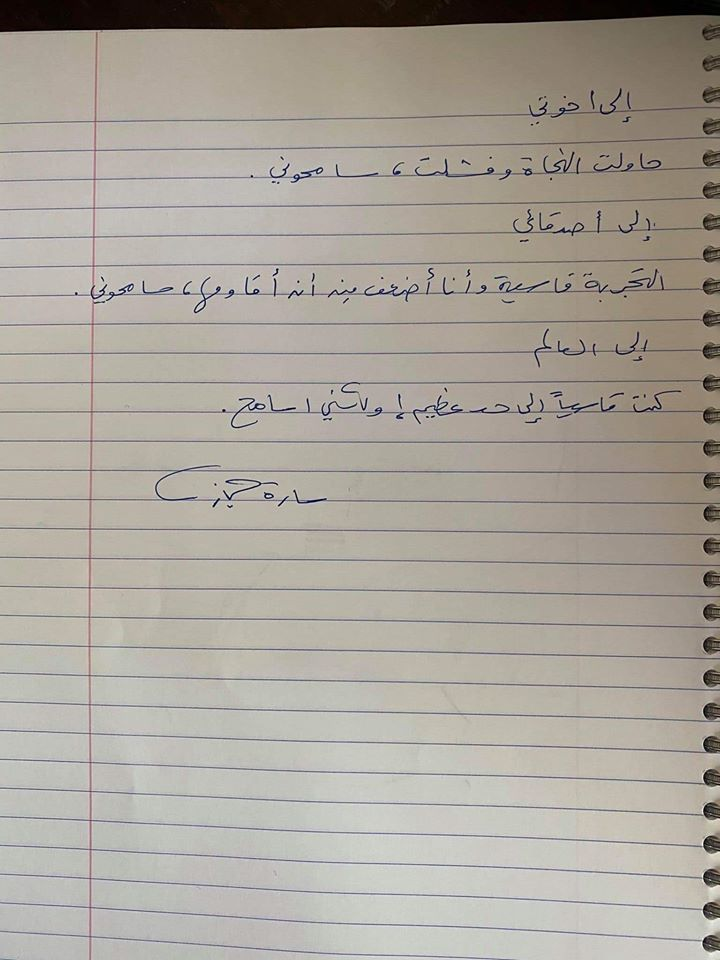
إلى اخوتي: حاولت النجاة وفشلت، سامحوني إلى أصدقائي: التجربة قاسية وأنا أضعف من أن أقاومها، سامحوني.
إلى العالم: كنت قاسيًا إلى حد عظيم، ولكني أسامح.

Ai miei fratelli: ho provato a sopravvivere ma ho fallito,perdonatemi. Ai miei amici: l'esperienza è stata dura e io ero troppo debole per lottare,perdonatemi. Al mondo: sei stato davvero crudele, ma io ti perdono.

La notizia della sua morte è stata ripresa da testate come CNN e Reuters, e le comunità LGBTQI hanno espresso cordoglio ricordando il suo attivismo. Hamed Sinno ha reso tributo a Sara Hegazi sul suo profilo Facebook. La rivista socialista canadese Spring ha pubblicato un necrologio di Valerie Lennon che ha scritto: "Ricordo che diceva Non mi sono mai sentita così viva come durante la rivoluzione. In suo onore e per soddisfare il nostro senso della vita, è nostro dovere continuare a lottare per la rivoluzione qui, in Egitto e in tutto il mondo".